# (10749) Musäus
(10749) Musaus, désignation internationale (10749) Musäus, est un astéroïde de la ceinture principale.

## Description
(10749) Musaus est un astéroïde de la ceinture principale. Il fut découvert le 6 avril 1989 à Tautenburg par Freimut Börngen. Il présente une orbite caractérisée par un demi-grand axe de 2,40 UA, une excentricité de 0,13 et une inclinaison de 3,8° par rapport à l'écliptique.

## Compléments